# Stanisław Gierka
Stanisław Józef Gierka (ur. 20 marca 1898 w Myślenicach, zm. 9 kwietnia 1940 w Katyniu) – major piechoty Wojska Polskiego, działacz niepodległościowy, kawaler Orderu Virtuti Militari.

## Życiorys
Syn Franciszka i Anny z Watychów urodzony 20 marca 1898 w Myślenicach, ówczesnym mieście powiatowym Królestwa Galicji i Lodomerii. Ukończył pięć klas w c. k. Gimnazjum w Myślenicach. Od 1910 należał do drużyny skautowej im. Tadeusza Kościuszki, a w 1912 wstąpił do „Sokoła”. 
2 sierpnia 1914 wstąpił do Legionów Polskich i razem z myślenicką drużyną „Sokoła” wcielony do 12. kompanii 2 pułku piechoty. „Po kilku tygodniach ćwiczeń został zwolniony jako fizycznie do służby wojskowej za słaby”. W styczniu 1915 został przyjęty do kompanii saperów I Brygady Legionów Polskich. Brał udział w bitwach pod Łowczówkiem, walkach nad Nidą, budowie mostów na Turią i Stochodem, fortyfikacji Kowla, w bitwie pod Kostiuchnówką i walkach pozycyjnych pod Stowygorożem w 1915.
Za walki nad Nidą w styczniu 1915, w których m.in. ochotniczo wziął udział w niebezpiecznym zadaniu zwiadowczym i zdobył cenne informacje o nieprzyjacielu został odznaczony Orderem Virtuti Militari. W marcu 1917, po ukończeniu szkoły podoficerskiej, został awansowany na kaprala.
Jesienią 1917 wcielony do armii austriackiej, walczył na froncie włoskim. Po upadku Austrii wrócił do Myślenic i służył w POW.
W listopadzie 1918 zgłosił się do 5 pułku piechoty (kompania techniczna). Brał udział w obronie Lwowa. W marcu 1919 przeniesiony do 1 pułku piechoty, walczył w wojnie z bolszewikami do lipca 1920. Odkomenderowany w stopniu starszego sierżanta do Wielkopolskiej Szkoły Podchorążych Piechoty w Bydgoszczy, w charakterze ucznia VI klasy. 4 stycznia 1921, po ukończeniu kursu i dwutygodniowy urlopie, został przydzielony do bydgoskiej szkoły, późniejszej Oficerskiej Szkoły dla Podoficerów na stanowisko instruktora. 27 kwietnia 1921 został mianowany podporucznikiem w piechocie z dniem 1 kwietnia 1921. 3 maja 1922 został zweryfikowany w stopniu podporucznika ze starszeństwem od 1 czerwca 1919 i 68. lokatą w korpusie oficerów piechoty. 17 maja 1922 odznaczono go orderem wojskowym „Virtuti Militari" V klasy. 12 lutego 1923 prezydent RP awansował go z dniem 1 stycznia 1923 na porucznika ze starszeństwem z 1 czerwca 1920 i 17. lokatą w korpusie oficerów piechoty. Od 21 sierpnia 1928 w 15 pułku piechoty. 2 kwietnia 1929 prezydent RP nadał mu z dniem 1 stycznia 1929 stopień kapitana w korpusie oficerów piechoty i 23. lokatą. Następnie przeniesiony do 61 pułku piechoty w Bydgoszczy. W 1935 został komendantem Obwodu PW w 61 pp. Na stopień majora został awansowany ze starszeństwem z 1 stycznia 1936 i 116. lokatą w korpusie oficerów piechoty. 8 marca 1937 przeniesiony do 9 pułku piechoty w Zamościu na stanowisko dowódcy I batalionu.
Dostał się we wrześniu 1939 do niewoli radzieckiej, osadzony w obozie jenieckim w Kozielsku, zamordowany w Katyniu.
5 października 2007 minister obrony narodowej Aleksander Szczygło mianował go pośmiertnie na stopień podpułkownika. Awans został ogłoszony 9 listopada 2007, w Warszawie, w trakcie uroczystości „Katyń Pamiętamy – Uczcijmy Pamięć Bohaterów”.
Stanisław Gierka był żonaty z Łucją z Urbanowskich, z którą miał córkę Irenę (ur. 9 lutego 1924).

## Ordery i odznaczenia
- Krzyż Srebrny Orderu Wojskowego Virtuti Militari nr 7478[1] – 17 maja 1922[25][16][14]
- Krzyż Niepodległości – 17 września 1932 „za pracę w dziele odzyskania niepodległości”[26]
- Krzyż Walecznych – 1922[5][16]
- Srebrny Krzyż Zasługi – 10 listopada 1928 „w uznaniu zasług, położonych na polu pracy w poszczególnych działach wojskowości”[27][28]
- Medal Pamiątkowy za Wojnę 1918–1921[5]
- Medal Dziesięciolecia Odzyskanej Niepodległości[5]
- Odznaka „Za wierną służbę” – 23 lipca 1916[29]
- Odznaka pamiątkowa „Orlęta”
- Odznaka pamiątkowa 1 Pułku Piechoty Legionów[30]
- Państwowa Odznaka Sportowa[30]
- łotewski Medal Pamiątkowy 1918-1928 – 6 sierpnia 1929[31][5]
- Brązowy Medal Waleczności[32]